# Rolls-Royce Phantom II
Rolls-Royce Phantom II är en personbil, tillverkad av den brittiska biltillverkaren Rolls-Royce mellan 1929 och 1935.
1929 introducerades Phantom II. Största skillnaden mot föregångaren var en ny bakfjädring med längsgående bladfjädrar. 1932 fick växellådan synkronisering på tredje och fjärde växeln och från 1935 även på tvåan.